# Лазєнковський міст
Лазєнковський міст (пол. most Łazienkowski) (у 1981—1998 роках міст генерала Зигмунта Берлінга) — міст у Варшаві над Віслою. Міст був відкритий 22 липня 1974 року водночас з Лазєнковською трасою.
Назва мосту походить від парку і Лазєнковського Палацу, що знаходяться трохи південніше самого мосту.